# Фунин (Вэньшань)
Фуни́н (кит. упр. 富宁, пиньинь Fùníng) — уезд Вэньшань-Чжуан-Мяоского автономного округа провинции Юньнань (КНР).

## История
После завоевания Дали монголами и вхождения этих мест в состав империи Юань в 1276 году были созданы Фучжоуская (富州), Аньнинская (安宁州) и Лоцзоская (罗佐州) области Гуаннаньского региона (广南路). После завоевания провинции Юньнань войсками империи Мин «регионы» были переименованы в «управы» — так в 1382 году появилась Гуаннаньская управа (广南府), а Лооцзоская и Аньнинская области были присоединены к Фучжоуской области. После Синьхайской революции в Китае была произведена реформа структуры административного деления, в ходе которой области были упразднены, и в 1913 году Фучжоуская область была преобразована в уезд Фучжоу (富州县).
В 1927 году уезд Фучжоу был переименован в Фунин.
После вхождения провинции Юньнань в состав КНР в 1950 году был образован Специальный район Вэньшань (文山专区), и уезд вошёл в его состав.
Постановлением Госсовета КНР от 24 мая 1957 года Специальный район Вэньшань был преобразован в Вэньшань-Чжуан-Мяоский автономный округ.

## Административное деление
Уезд делится на 6 посёлков, 6 волостей и 1 национальную волость.